# Västra Stenby kyrka
Västra Stenby kyrka är en kyrkobyggnad i Västra Stenby i Linköpings stift. Den är församlingskyrka i Aska församling.

## Kyrkobyggnaden
Kyrkan uppfördes 1811–1812 och ersatte då Stens kyrka som revs 1811 och Kälvestens kyrka som sannolikt rivits under samma tid eftersom Västra Stenby kyrka byggdes på den senares gamla plats. Västra Stenby blev det nya namnet för den sammanslagna församlingen. Kyrkan ritades av arkitekten  Per Wilhelm Palmroth och Johan Holmberg utsågs till byggmästare för arbetet. Kyrkan består av ett rektangulärt långhus med rakt avslutat kor i öster och torn i väster. Öster om koret finns en tresidig sakristia i två våningar. Kyrkans ytterväggar är vitputsad och dess sadeltak är täckt med spån.
Innanför grindarna står en runsten daterad till 980–1015, känd som Kälvesten. Kyrkoruiner, kyrkogård och före detta prästgård kvarstår efter Stens socken.

## Inventarier
- Dopfunten av kalksten har en åttakantig cuppa och bär inskriften Anno 1663. Funten är tillverkad i Michael Hackes verkstad i Skänninge.
- Predikstolen, som saknar ljudtak, är tillverkad 1812 av Anders Malmström.
- Altartavlan är målad 1798 av Pehr Hörberg och har motivet "Korsfästelsen".

### Orgel
- 1741 byggde  Carl Björling, Kristberg, en orgel i den gamla kyrkan.
- 1820 byggde Jonas Fredric Schiörlin en orgel med tio stämmor.
- Nuvarande orgel är byggd 1889 av E. A. Setterqvist & Son, Örebro. Orgeln avsynades 7 mars 1889 av musikdirektör Jonas Fredrik Törnwall från Linköping och Carl Henrik Starkenberg från Vadstena. Orgeln kostade 5 100 kr.[2] Den fick en omdisponering 1950 och 1979 renoverades och delvis återdisponerades den av Reinhard Kohlus. Orgeln är mekanisk och svällverket har en haktrampa.

| Huvudverk I   | Svällverk II        | Pedal       | Koppel    |
| Borduna 16’ D | Flûte Harmonique 8' | Subbas 16’  | I/P       |
| Princial 8’   | Rörflöjt 8'         | Koralbas 4’ | II/P      |
| Borduna 8’    | Salicional 8'       |             | II/I      |
| Octava 4’     | Flöjt 4'            |             | I 4'/I    |
| Octava 2'     |                     |             | II 16'/II |
| Trumpet 8'    |                     |             |           |

## Bildgalleri

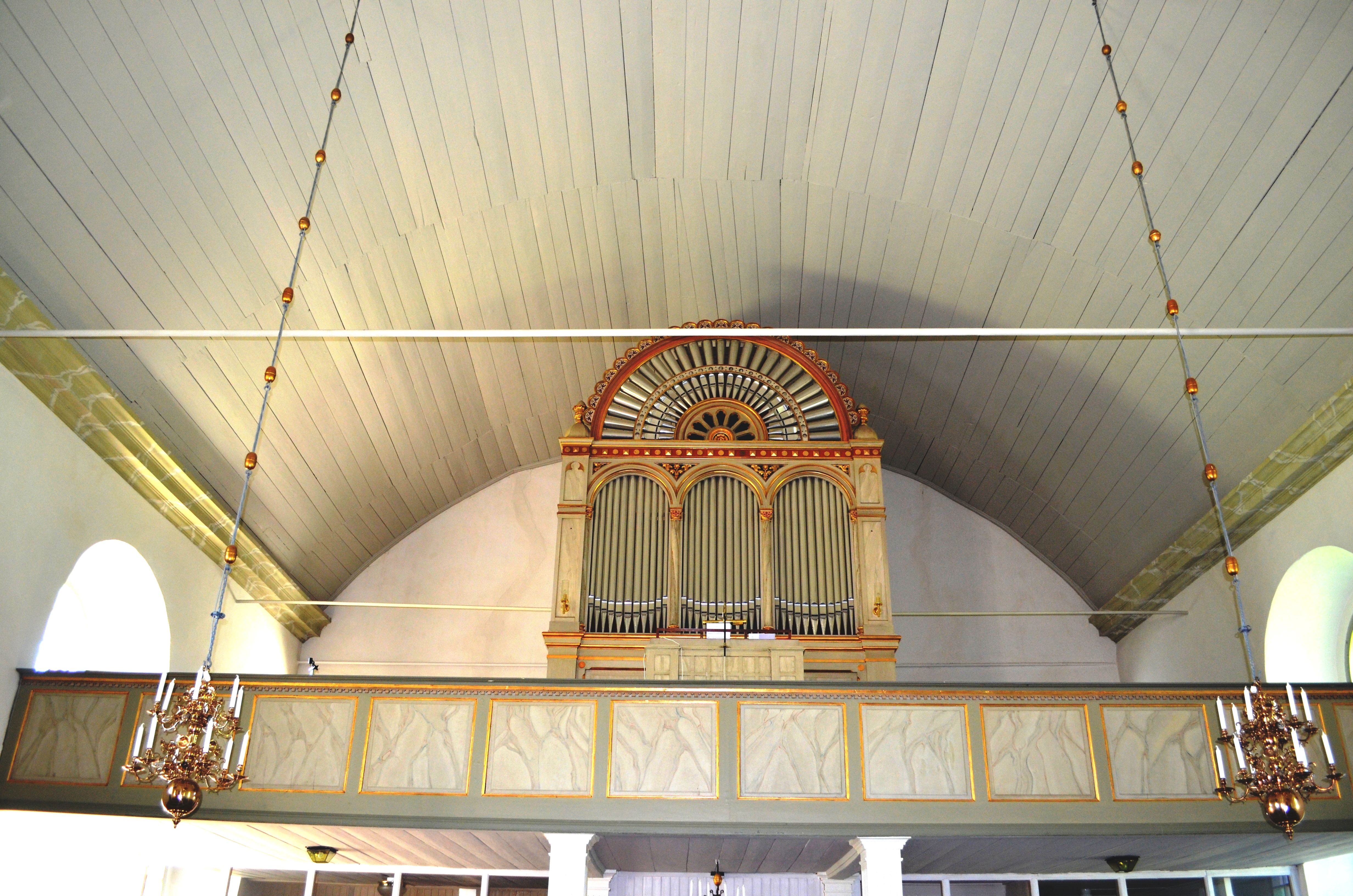
Västra Stenby kyrkas orgelläktare
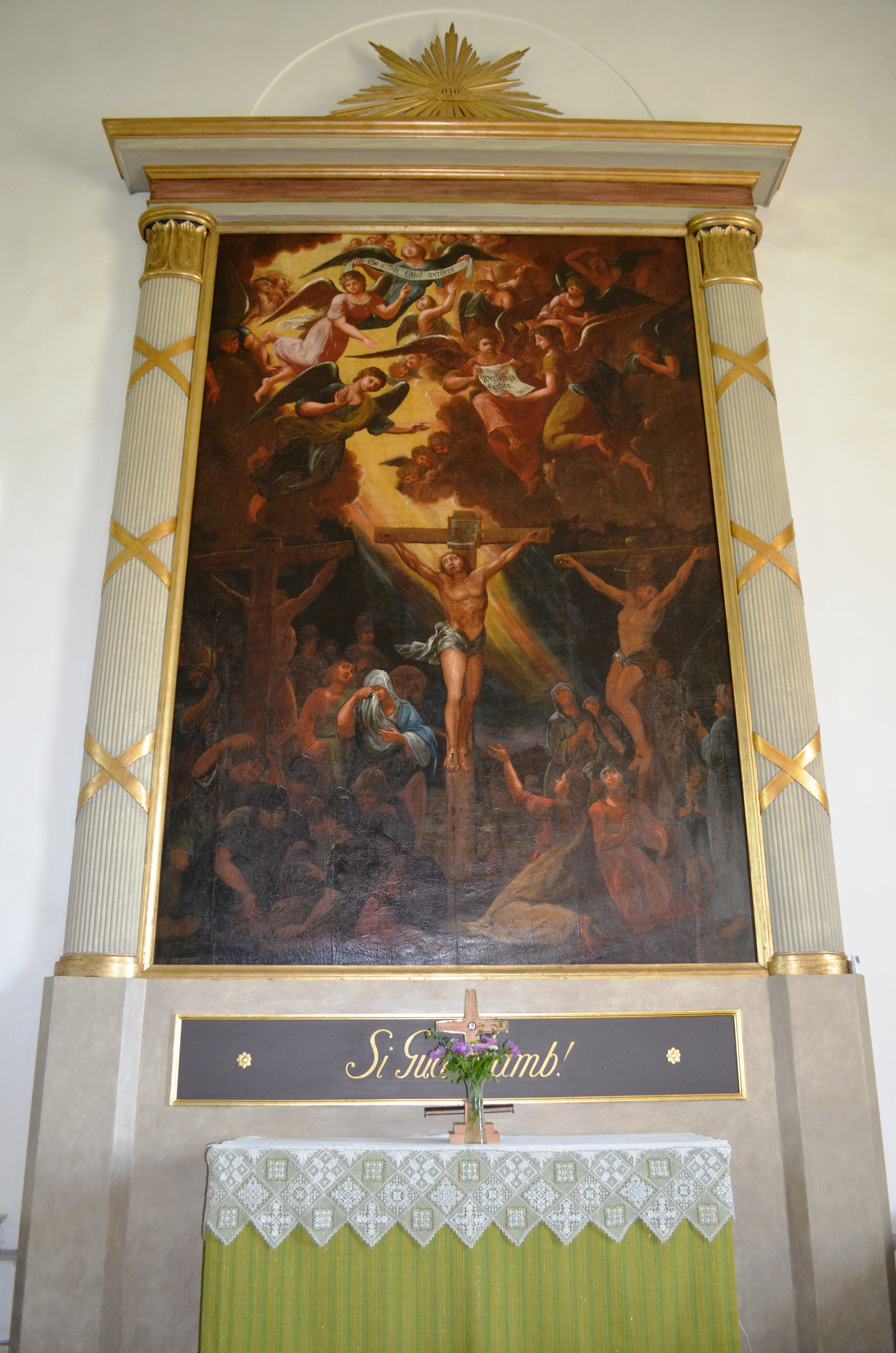
Västra Stenby kyrkas altartavla
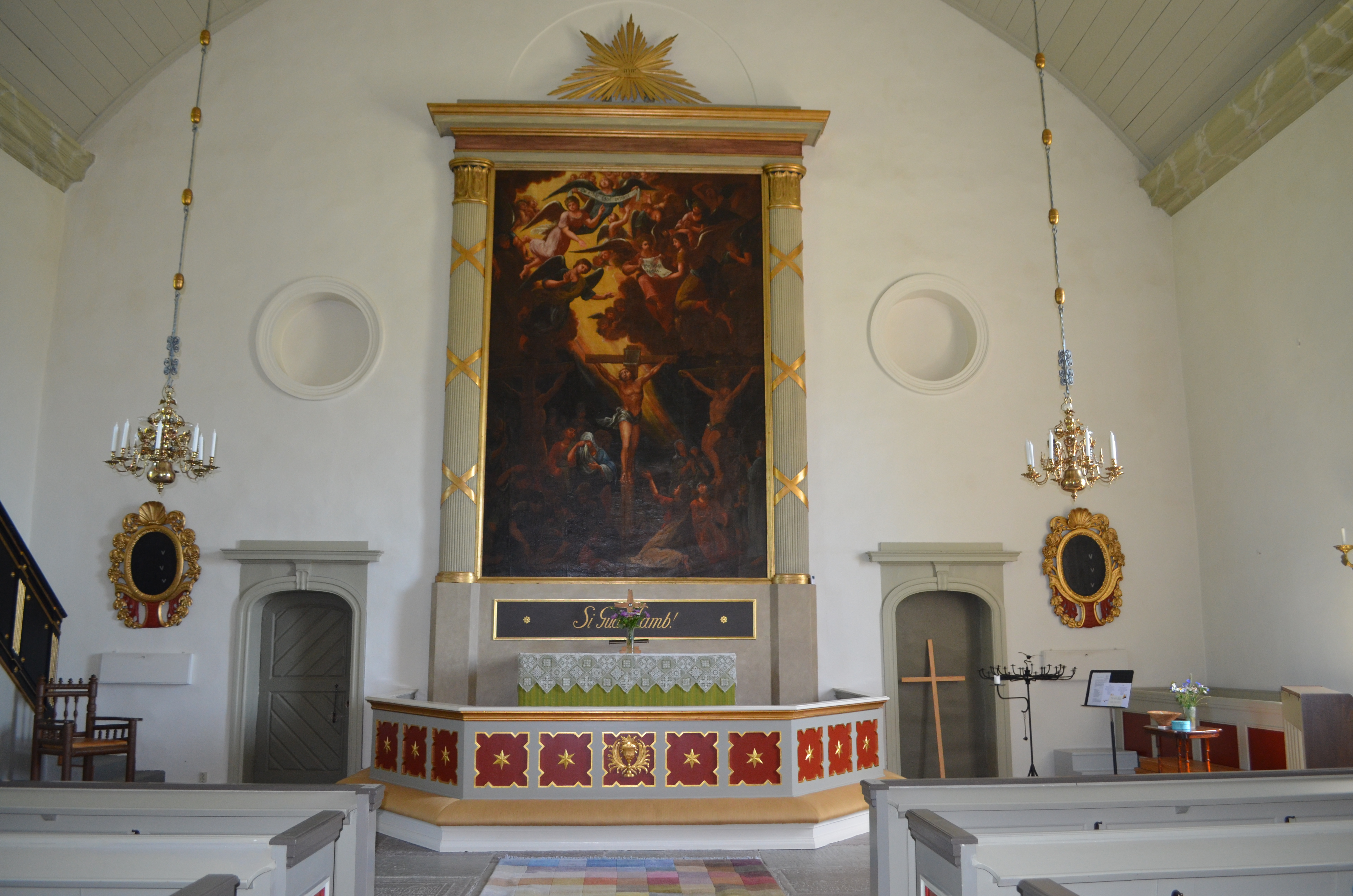
Västra Stenby kyrkas altare
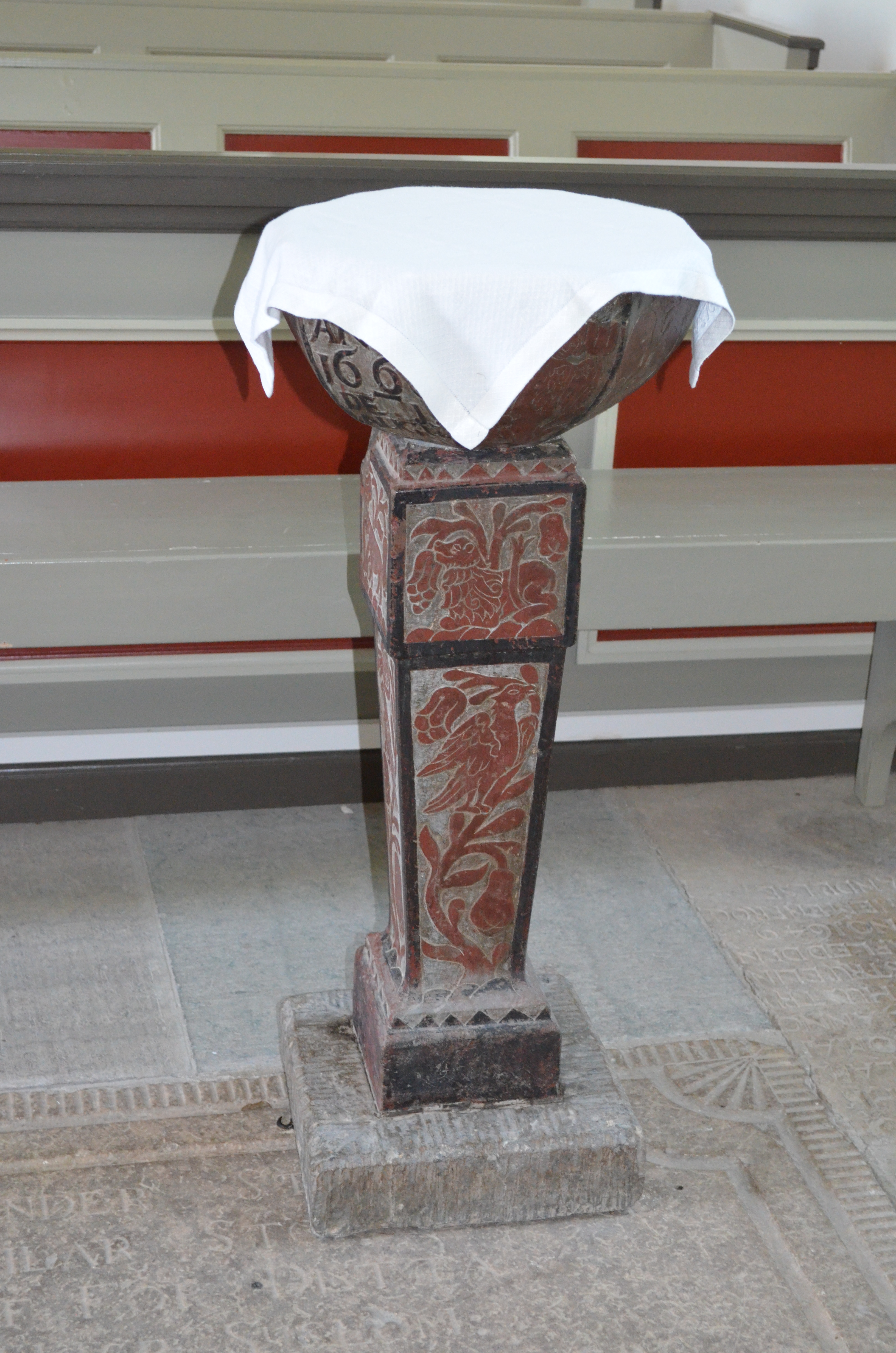
Västra Stenby kyrkas dopfunt
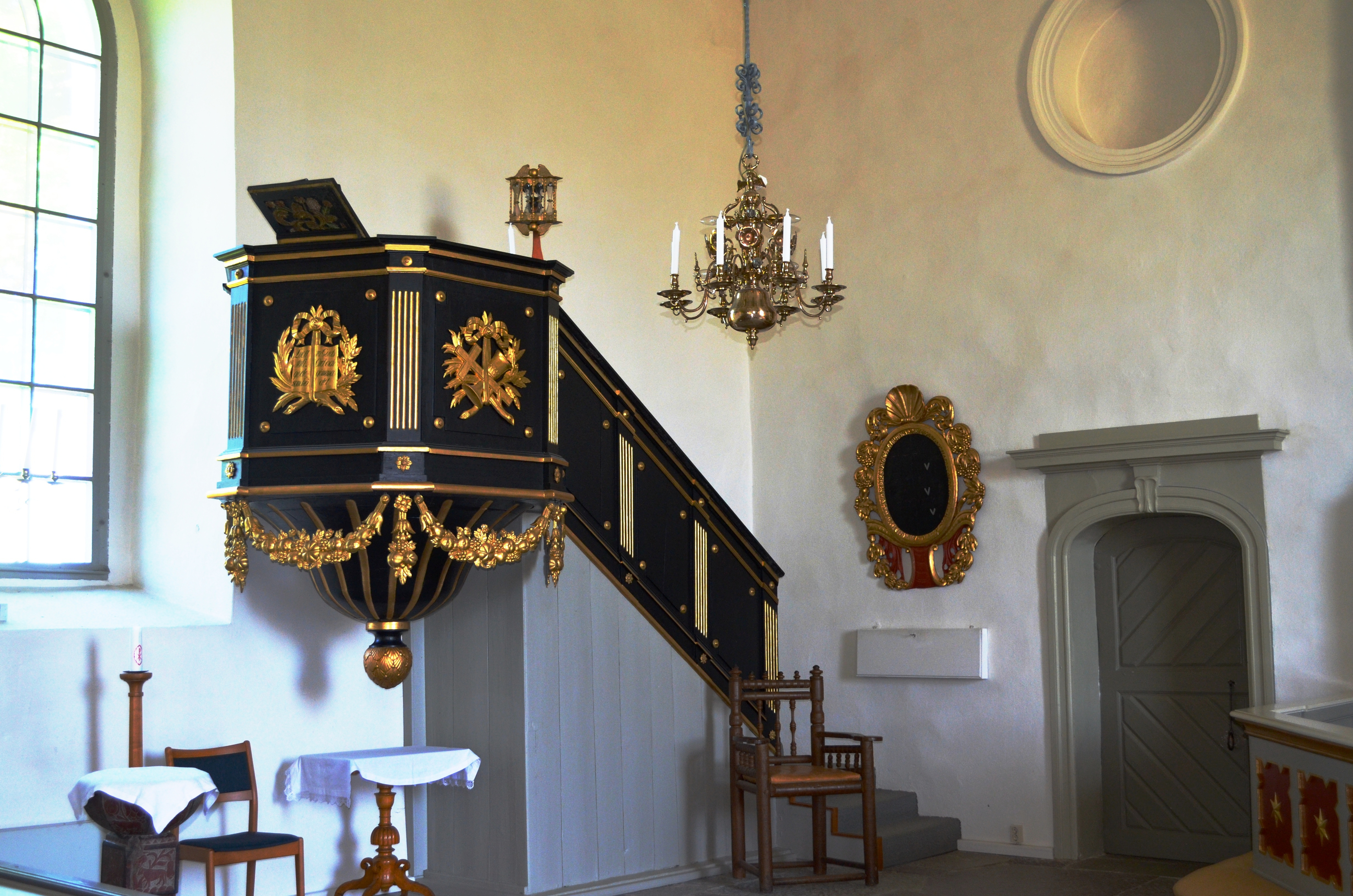
Västra Stenby kyrkas predikstol
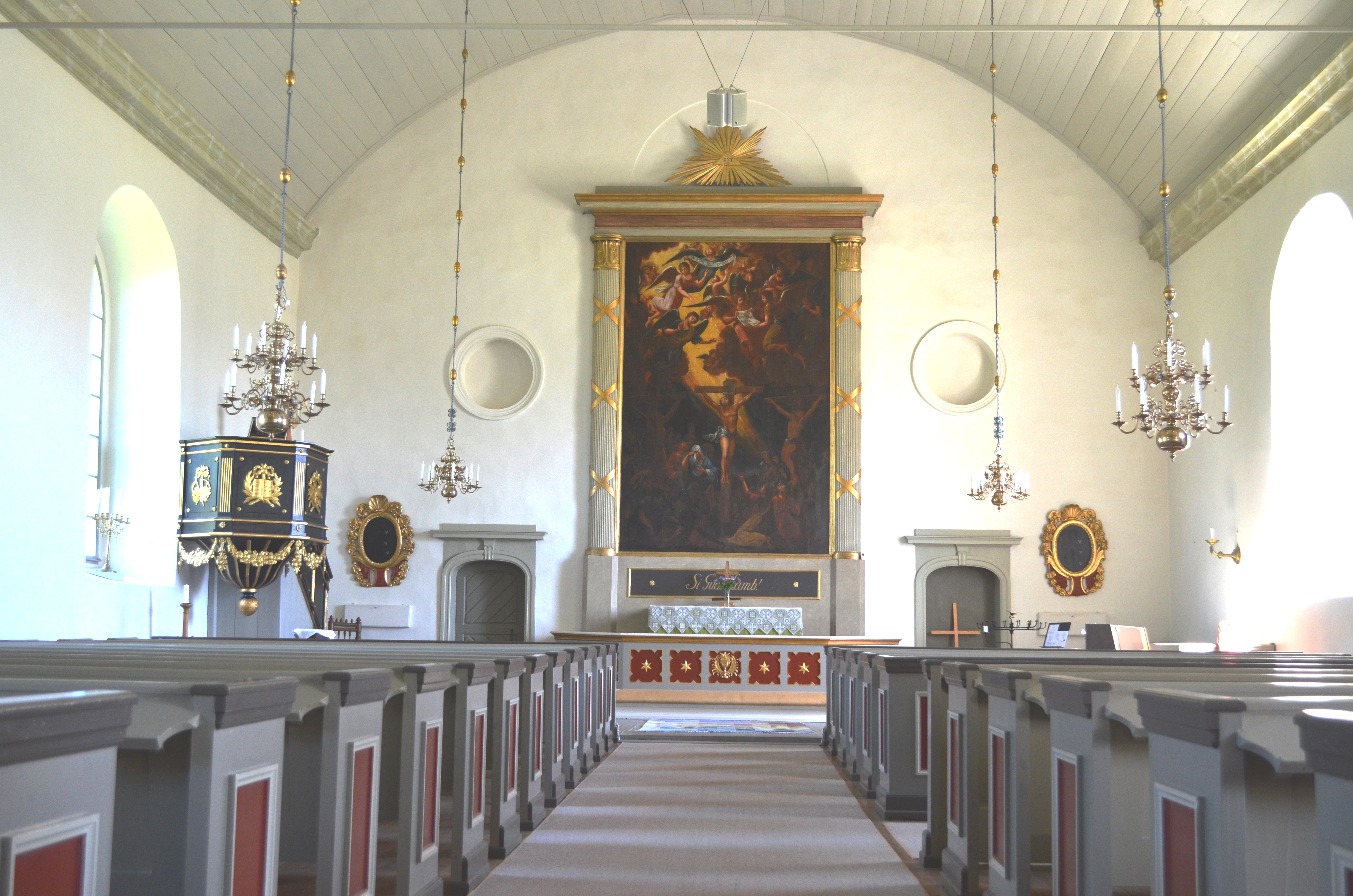
Västra Stenby kyrkas kyrksal
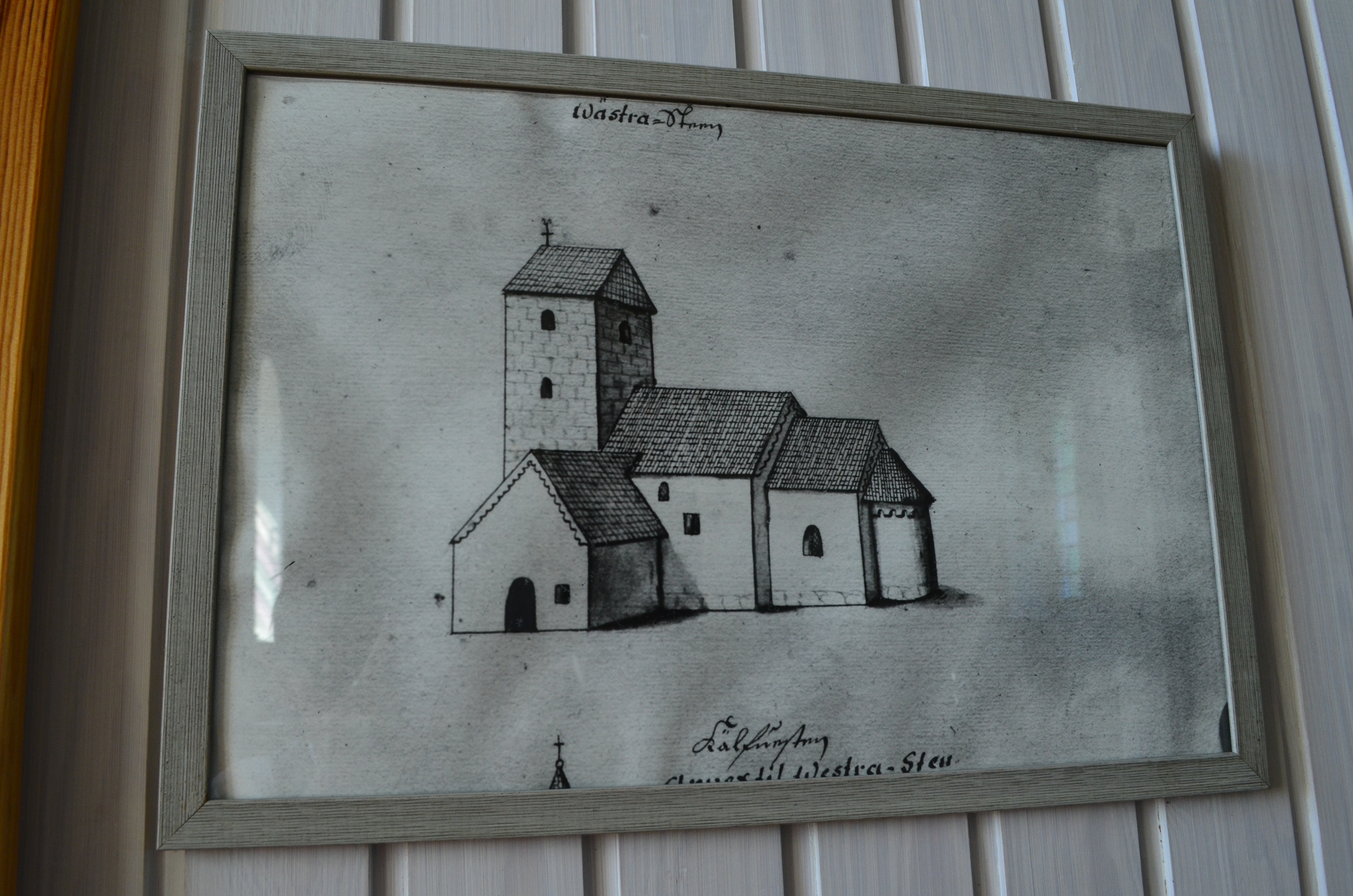
Västra Stenby äldre kyrka
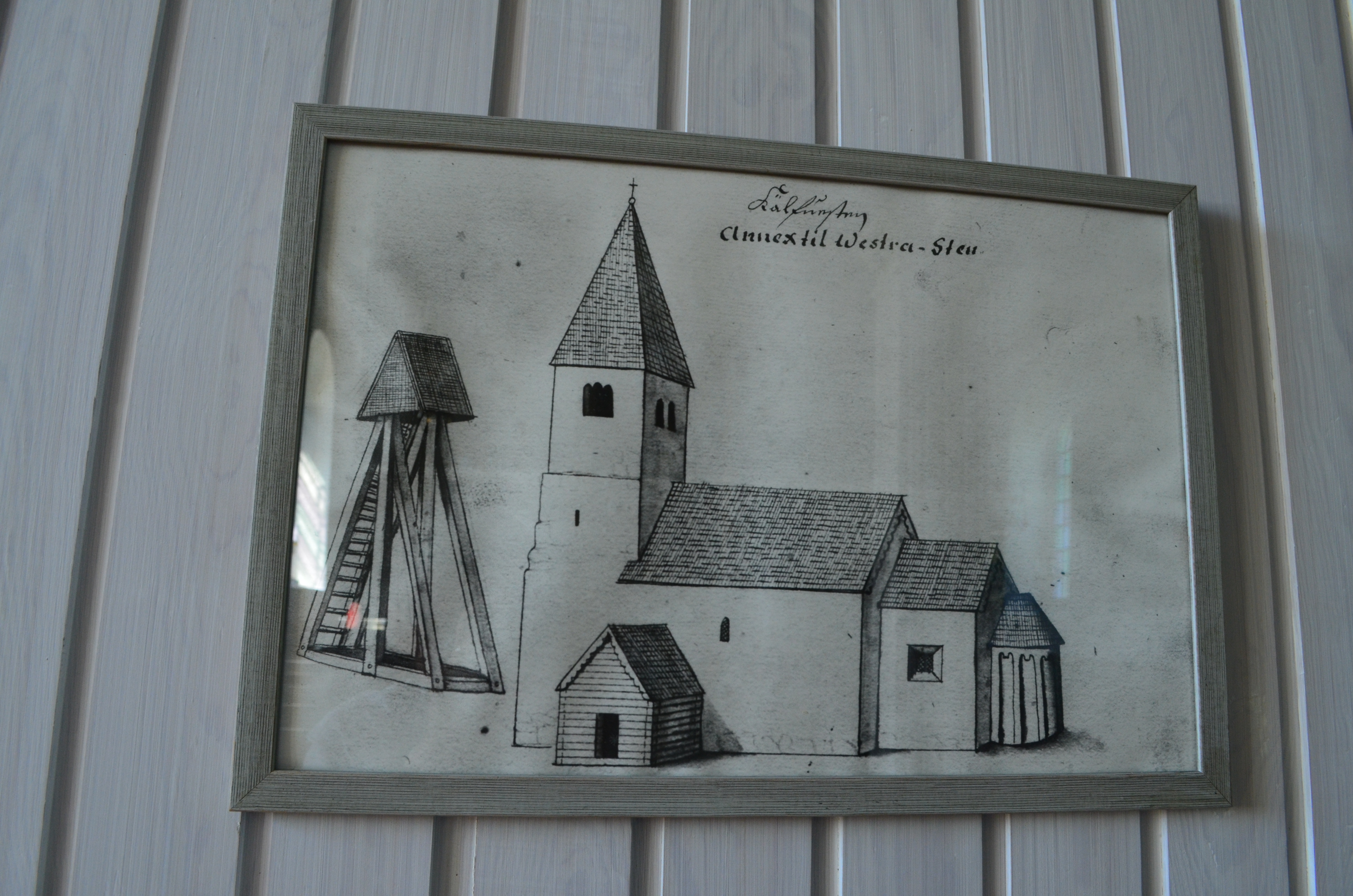
Västra Stenbys gamla kyrka